# Diceratherium
Il diceraterio (gen. Diceratherium) è una specie estinta di mammifero perissodattilo, appartenente ai rinoceronti. Visse tra l'Oligocene superiore e il Miocene inferiore (circa 28 - 20 milioni di anni fa) e i suoi resti sono stati ritrovati in Nordamerica. 

## Descrizione

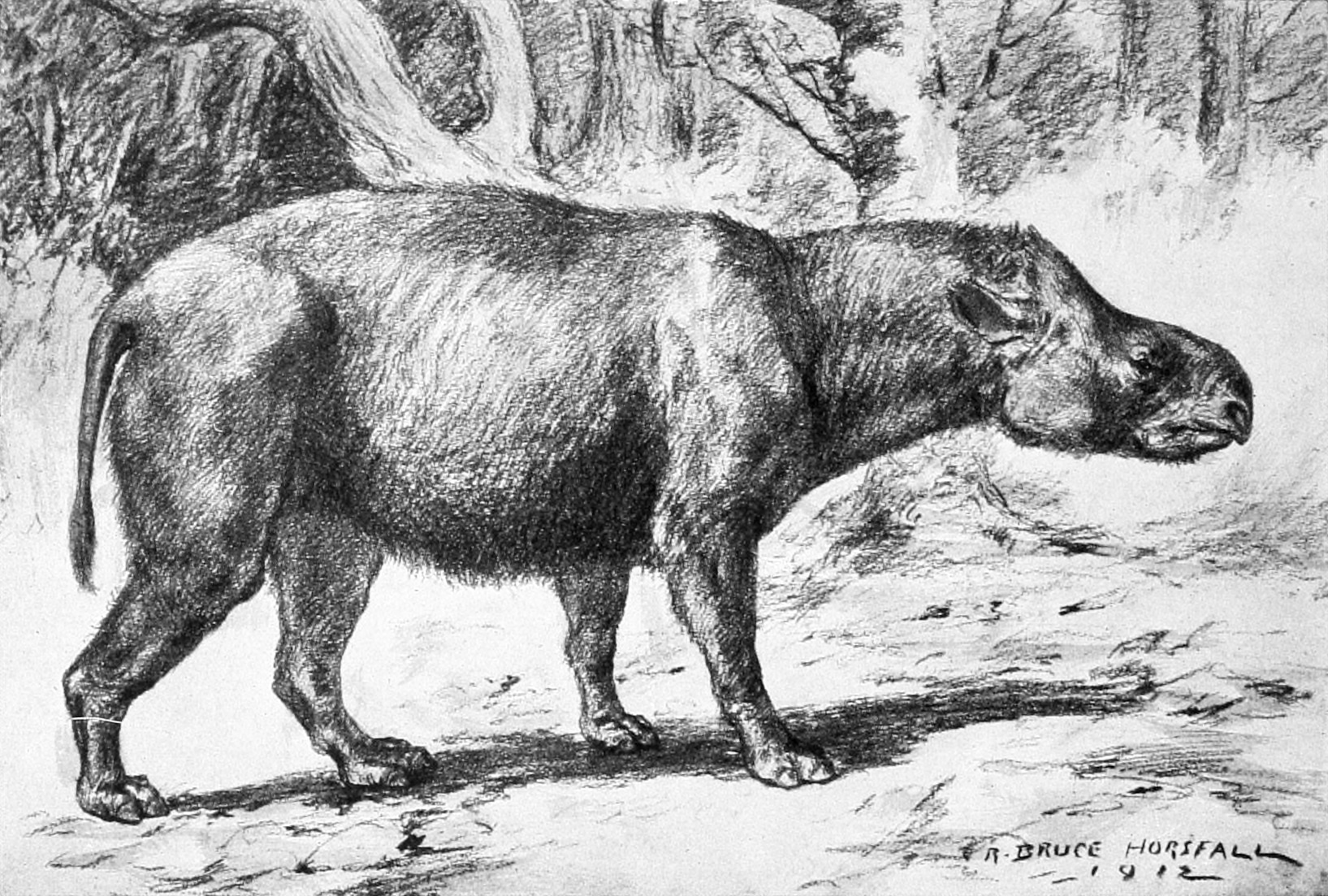
Ricostruzione di Diceratherium

Questo rinoceronte aveva dimensioni relativamente grandi se rapportato ad altri rinoceronti del periodo, e poteva raggiungere la taglia di un odierno rinoceronte di Giava. Doveva essere mediamente altro poco più di un metro, la lunghezza doveva superare i 2,5 metri e il peso poteva raggiungere la tonnellata. Il cranio possedeva due caratteristiche corna appaiate, appuntite alla sommità (da qui il nome Diceratherium, "bestia dalle due corna"); le femmine erano sprovviste di corna. La forma del cranio era bassa e allungata, e la dentatura era costituita da molari semplici e sprovvisti di creste, al contrario di altri animali apparentemente simili come Menoceras. Le zampe erano piuttosto allungate e snelle, ma i metapodi erano corti e robusti.

## Classificazione
I fossili di Diceratherium vennero descritti per la prima volta da Othniel Charles Marsh verso la fine dell'Ottocento. Successivamente il nome Diceratherium è stato applicato indiscriminatamente a qualunque rinoceronte fossile dotato di corna appaiate, inclusi ovviamente i notevoli fossili provenienti dal sito di Agate Springs in Nebraska. Il risultato fu che l'immagine tipica di Diceratherium venne basata sui fossili del Nebraska.
In realtà questi, e numerosi altri fossili, appartenevano a un genere di rinoceronti completamente differente, anche se dotato di corna appaiate: Menoceras. Il primo a descrivere questo genere fu Troxell nel 1921, ma successivamente la maggior parte degli autori non ritenne sufficientemente rilevanti le differenze con Diceratherium, e i due generi caddero in sinonimia per lungo tempo. Fu solo negli anni '80 e negli anni '90 che nuovi studi, tra i quali quelli eseguiti da Donald Prothero, misero in luce le numerose differenze tra i due animali. Diceratherium risultò essere un rinoceronte più primitivo e più grande di Menoceras, strettamente imparentato con l'altrettanto primitivo Subhyracodon (noto anche come Caenopus); altre differenze riguardavano la dentatura (più primitiva in Diceratherium), il cranio (basso e depresso in Diceratherium, più alto in Menoceras) e addirittura nella struttura delle corna, che in Menoceras avevano la punta arrotondata.

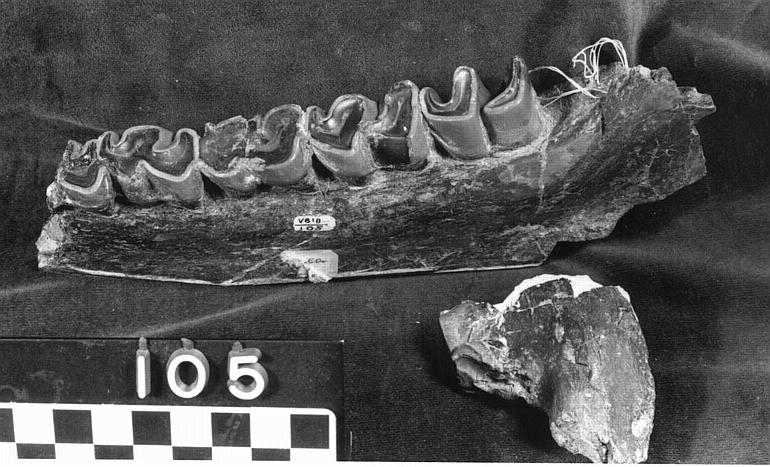
Mandibola di Diceratherium annectens

Oltre alla specie tipica Diceratherium armatum, sono da ricordare D. tridactylum, D. annectens, D. matutinum (di piccole dimensioni) e D. niobrarense. Le varie specie di questo rinoceronte sono note principalmente nella regione delle Grandi Pianure, ma alcuni fossili sono stati ritrovati in Oregon, in Montana e in New Jersey. Fossili frammentari provenienti dal Wyoming, Dakota del Sud e Montana indicano la presenza di un'altra specie di Diceratherium (D. radtkei), di enormi dimensioni, grande circa il 30% in più rispetto ai più grossi esemplari noti (Prothero e Rasmussen, 2008).
Altri resti fossili attribuiti con qualche incertezza al genere sono noti in Asia (D. minus) e in Europa (D. aurelianensis).

## Paleobiologia
I fossili di Diceratherium mostrano un notevole dimorfismo sessuale, principalmente dato dalla presenza di corna nei maschi. Questo animale è il primo rinoceronte in cui si riscontra questa caratteristica, e probabilmente indica che Diceratherium avesse sviluppato comportamenti sociali più complessi rispetto ai rinoceronti più antichi.